# Sandro Vanello
Sandro Vanello (Tarcento, 18 giugno 1948) è un ex calciatore italiano, di ruolo mezzala.

## Caratteristiche tecniche
Era una mezzala con ottima visione di gioco e intelligenza tattica.

## Carriera

### Giocatore

Vanello all'Inter nella stagione 1969-1970

Di famiglia benestante, cresciuto nelle giovanili dell'Inter, ha esordito in Serie A con la maglia del Verona il 29 settembre 1968 in Napoli-Hellas Verona (1-1), prima giornata del campionato 1968-1969 subentrando ad inizio ripresa. Il suo esordio è in qualche modo storico in quanto è il primo calciatore di movimento a subentrare dalla panchina essendo stato introdotto il numero 13 solo da quella stagione, e senza dubbio fortunato in quanto realizza la rete del provvisorio vantaggio dei veneti. Nel corso della stagione totalizza 18 presenze di cui 12 entrando a gara in corso, ed andando a segno in 4 occasioni, con una doppietta nella vittoria gara esterna all'Olimpico contro la Roma, contribuendo alla salvezza degli scaligeri.
La buona stagione convince i dirigenti nerazzurri a farlo tornare alla base, e nell'annata 1969-1970, conclusa dall'Inter al secondo posto, disputa 8 incontri di campionato, andando a segno nella goleada al Ferraris contro la Sampdoria. Viene poi ceduto al Palermo appena retrocesso in Serie B.
Con la maglia rosanero numero 10 gioca cinque stagioni, quattro in Serie B ed una in Serie A, conquistando la promozione in Serie A nell'annata 1971-1972, e raggiungendo la finale di Coppa Italia 1973-1974 persa ai rigori col Bologna. Era amico intimo di Ferruccio Barbera, figlio del Presidente Renzo, e non aveva buoni rapporti con il tecnico Corrado Viciani. Della squadra fu anche il capitano.
Nell'estate 1975 passa proprio al Bologna, che lo notò nella già citata finale di Coppa Italia, con il compito di sostituire l'appena ritiratosi Giacomo Bulgarelli. Dopo un'annata da titolare senza nessuna rete segnata nelle 21 presenze, ad ottobre 1976 viene ceduto in prestito in Serie B alla Sambenedettese. Rientra a Bologna per il campionato 1977-1978, nel quale scende in campo in 4 occasioni.
In carriera ha collezionato complessivamente 75 presenze e 6 reti in Serie A e 151 presenze e 13 reti in Serie B.

### Dopo il ritiro
Cessata l'attività agonistica andò a vivere a Trieste. Nel frattempo si era laureato in architettura, aprendo uno studio a Gorizia e un altro ad Udine, in cui ha esercitato la professione di architetto. Iniziò l'Università a Milano, completandola nel 1976 una volta trasferitosi a Palermo; la votazione finale è stata di 105/110.
È stato, nei primi anni ottanta, anche presidente della Pallacanestro Gorizia ai tempi sponsorizzata Acqua Minerale San Benedetto e successivamente Segafredo, e consigliere della Lega Basket, dedicandosi a questo sport e all'azienda di famiglia dopo il ritiro.